# قرار مجلس الأمن التابع للأمم المتحدة رقم 348
قرار مجلس الأمن التابع للأمم المتحدة رقم 348، الذي اعتمد في 28 مايو 1974، بعد تقرير من الأمين العام، رحب المجلس بعزم إيران و‌العراق لتهدئة الوضع وتحسين العلاقات (العلاقات الدبلوماسية قد قطعت من جانب العراق عام 1971 جول جزر الخليج العربي المتنازع عليها). ومضى القرار قائلًا أن الطرفين اتفقا على التقيد الصارم باتفاق وقف إطلاق النار الذي أبرم في 7 مارس، سحب تجمعات للقوات المسلحة على طول الحدود بأكملها، وخلق أجواء مواتية واستئناف مكبر للمحادثات لتسوية جميع القضايا الثنائية.
اعتمد القرار 348 بأغلبية 14 صوتًا مقابل لا شيء؛ ولم تشترك جمهورية الصين الشعبية في التصويت.